# Henry Egidius
Henry Egidius, född 29 januari 1925 i Sankt Johannes församling i Malmö, är en svensk psykolog, pedagog och författare. Han har publicerat flera böcker, bland annat Uppslagsbok i psykoterapi och medicinsk psykologi, Natur och Kulturs psykologilexikon och Pedagogik för 2000-talet.